# Námět
Námět je označení tématu či předmětu, který slouží tvůrci, umělci, vědci, vynálezci nebo výzkumníkovi jako zdroj inspirace pro jeho tvorbu. Námětem může být jak myšlenka (soustava myšlenek) nebo i jakákoli skutečnost, například jiné umělecké dílo, příběh ze života, faktická událost, konkrétní člověk, osud nějaké osoby atd. 
Zpracování námětu může být velmi těsné, potom lze zpravidla zkoumat a zvažovat, zdali se jedná o dílo odvozené, nebo velice volné, v tomto případě se obvykle o odvozené dílo nejedná. V jakékoliv lidské tvorbě může působit i více různých námětů současně, námětem nemusí být jen obsah díla, může jím být i jeho forma.